# Iskanja
Iskanja so slovenski dramski film iz leta 1979 v režiji Matjaža Klopčiča, posnet po romanu Izidorja Cankarja S poti. Dogajanje je postavljeno na začetek dvajsetega stoletja in v severno Italijo, po kateri potujeta prijatelja umetnostni zgodovinar Fritz in duhovnik Ciril. 

## Igralci
- Polde Bibič
- Boris Cavazza kot Ciril
- Štefka Drolc
- Boris Juh kot Fritz
- Zvezdana Mlakar
- Anton Petje
- Tanja Poberžnik kot Ester
- Radko Polič
- Bert Sotlar
- Iva Zupančič
- Milena Zupančič kot Karla